# Xeni Gwet'in
Die Xeni Gwet'in zählen zu den kanadischen First Nations in der Provinz British Columbia. Sie werden auch als Stone Chilcotin bezeichnet, da sie zu den Tsilhqot'in gehören. Ihr traditionelles Territorium befindet sich im südlichen Chilcotin District an der Ostflanke der Coast Mountains westlich des Fraser River. Sie leben hauptsächlich in einem Indianerreservat im Nemiah Valley, einem Tal südlich vom Highway 20 zwischen Tŝilhqox Biny (bis 2019 „Chilko Lake“) und den Taseko Lakes.

## Geschichte
Sie sind eine Untergruppe der Tsilhqot'in, ihre vorkoloniale Selbstbezeichnung ist nicht mehr bekannt. Der bekannteste Angehörige des Stammes dürfte Klatsassin sein, der 1864 einer der Führer des Chilcotin-Kriegs war. Er und weitere Kämpfer wurden am 26. Oktober 1864 öffentlich wegen Mordes hingerichtet; sie wurden erst 1993 als Kriegsgegner anerkannt.
Am 23. August 1989 erklärten die Xeni Gwet'in die Umgebung ihres Reservats zum Nemiah Aboriginal Wilderness Preserve und untersagten dort Holzeinschlag, Straßenbau, Rohstoff-Exploration und Dammbauten am Chilko-, Taseko- und Tatlayoko-See. Mit individuellen Nutzern hingegen wollten sie dieses Gebiet auf der Grundlage von Einzelgenehmigungen, etwa für touristische Belange, weiterhin zugänglich halten. Die Federation of Mountain Clubs of British Columbia und das Western Canada Wilderness Committee unterstützten ihren Anspruch. 1994 entstand so der Ts'il-os Provincial Park, der seinen Namen vom heute Mount Tatlow genannten Berg erhielt. Der heute stark gefährdete Fish Lake war jedoch nicht in den neuen Park eingeschlossen, obwohl der zur Aboriginal Wilderness Preserve gezählt hatte.
1996 untersagte die First Nation dem Unternehmen Taseko die Nutzung des Sees für seine Suchunternehmungen nach Kupfer und Gold. 1999 bot Taseko Kompensationen für die von ihnen geplante Zerstörung des Fischhabitats durch Minenabwässer und Erzabfälle an. Chief Roger Williams nahm Verhandlungen auf, während das Tsilhqot'in National Government, das alle Tsilhqot'in vertrat, sich dem Projekt entgegenstellte. Im März 1996 hatte Taseko mehr als 5 Millionen Dollar von privaten Investoren eingesammelt, über 28 Millionen für die Genehmigungen und über 20 Millionen für Voruntersuchungen investiert. Trotz des häufig verfangenden Arguments, man habe schon zu viel investiert, um das Projekt zu stoppen, hielten zwei Faktoren das Unternehmen auf: Zum einen entschied der Oberste Gerichtshof 1997, dass die Rechte der Indianer Kanadas an ihrem jeweiligen Gebiet und die Verträge mit Kanada und den kolonialen Vorgängerstaaten niemals erloschen seien. Damit erhielten die Indigenen Entscheidungsrechte auf höchster Ebene, und sie durften erstmals Bodenschätze abbauen, obwohl dies nicht zu ihrer traditionellen Lebensweise gehörte – allerdings nur kollektiv und nicht individuell. Zum anderen war der Goldpreis stark gefallen.

## Aktuelle Situation
2011 erhielt Chief Marilyn Baptiste den Eugene Rogers Environmental Award für ihre Bemühungen um den Schutz des Teztan Biny (Fish Lake), der durch die Prosperity Mine, eine Gold- und Kupfermine bedroht weiterhin ist, die immer noch von Taseko Ltd betrieben wird. Das Western Canada Wilderness Committee schätzt, dass sich in diesem See etwa 80.000 Regenbogenforellen befinden, während das Unternehmen den See zur Entsorgung seiner giftigen Abwässer benutzen wollte. Dies war inzwischen von der Regierung der Provinz gestattet worden, die Bundesregierung untersagte dies jedoch im Jahr 2010. Nun versucht Taseko den benachbarten, kleineren Little Fish Lake für die Entsorgung seiner Giftstoffe genehmigt zu bekommen. Das einzigartige an der Regenbogenforellen-Population im Fish Lake besteht zum einen darin, dass sie genetisch von anderen Vertretern ihrer Art abweicht und damit endemisch ist, zum anderen wurde der See noch nie mit anderen Fischarten „bestückt“ (stocked), wie es ansonsten in der Provinz gängige Praxis ist. Dabei wurde mehr als ein Jahrhundert lang keinerlei Rücksicht auf das vorhandene Ökosystem genommen, ausschließlich kurzfristige ökonomische Interessen gaben jeweils den Ausschlag.